# Спідбол
Спідбол (англ. Speedball) — суміш кокаїну з героїном або морфіном, що вводиться внутрішньовенно або інгаляцією парів. Є надзвичайно небезпечною для життя формою поширення кокаїну. У ширшому сенсі так називають будь-яку суміш стимуляторів і депресантів.
Викликає сильний приплив задоволення та ейфорію, підсумовує ефекти двох речовин, але без відчуття тривоги й заціпеніння. Становить підвищену небезпеку для здоров'я через перехресну взаємодію опіоїдного наркотика героїну і психостимулятора кокаїну. Подібне поєднання може викликати серйозні ускладнення з боку серцево-судинної системи, у перспективі - перехресну фізичну залежність з абстинентним синдромом, що дуже важко протікає.
Ефект від кокаїну минає швидше, ніж ефект від героїну, і вплив останнього в ізоляції може спричинити дихальну недостатність.